# American Wire Gauge
AWG (American Wire Gauge) är ett amerikanskt system för beteckning av dimensioner på elektriska ledare i kabel.
Systemet är också känt som Brown & Sharpe wire gauge, och har sedan 1857 använts i Nordamerika för att beskriva diameter (och således också tvärsnittarea) för rund, entrådig ledare av andra material än järn. Dimensionerna definieras i ASTM standard B 258.
Systemet är uppbyggt med ökande storleksiffra för minskande area, ett förfarande som det delar med flera andra måttsystem ej inordnade i Internationella måttenhetssystemet (SI), till exempel British Standard Wire Gauge (SWG). Ursprunget är antalet tråddragningsoperationer som krävdes för de olika areorna, där en tunn tråd måste dras flera gånger genom dragjärnet för att nå den önskade diametern. 
Även fler- och mångtrådiga ledare kan beskrivas med AWG-systemet.  Man summerar då tvärsnittsarean på de i ledaren ingående kardelerna och summan blir då värdet i AWG.  En sådan ledare blir, p g a att runda trådar ej kan förläggas intill varandra helt utan mellanrum, alltid grövre för en given AWG-storlek. I enklaste fallet läggs 7 trådar med 6 trådar runt en central tråd, och hela knippet snos lätt. För extra flexibel ledning läggs 7 sådana knippen på analogt sätt, alltså totalt 49 trådar. 
Tabell för förhållande mellan AWG och mm²
| AWG | mm²   |
| --- | ----- |
| 4/0 | 107,2 |
| 3/0 | 84,95 |
| 2/0 | 67,43 |
| 0   | 53,47 |
| 1   | 42,41 |
| 2   | 33,63 |
| 3   | 26,67 |
| 4   | 21,15 |
| 5   | 16,77 |
| 6   | 13,30 |
| 7   | 10,54 |
| 8   | 8,367 |
| 9   | 6,633 |
| 10  | 5,26  |
| 11  | 4,173 |
| 12  | 3,31  |
| 13  | 2,624 |

| AWG | mm²     |
| --- | ------- |
| 14  | 2,082   |
| 15  | 1,651   |
| 16  | 1,309   |
| 17  | 1,039   |
| 18  | 0,823 1 |
| 19  | 0,652 7 |
| 20  | 0,517 6 |
| 21  | 0,410 4 |
| 22  | 0,325 5 |
| 23  | 0,259   |
| 24  | 0,205   |
| 25  | 0,163   |
| 26  | 0,128   |
| 27  | 0,102   |
| 28  | 0,080 4 |
| 29  | 0,064 6 |
| 30  | 0,050 3 |